# Анно-Покровка
Анно-Покровка (укр. Ганно-Покровка) — село, относится к Березовскому району Одесской области Украины. Расположено на реке Овраг Дубовый.
Население по переписи 2001 года составляло 747 человек. Почтовый индекс — 66861. Телефонный код — 4858. Занимает площадь 1,78 км². Код КОАТУУ — 5125481402.

## Местный совет
66861, Одесская обл., Ширяевский р-н, с. Катерино-Платоновка, ул. Калинина, 26

## История
Село Весеннее, в прошлом еврейская земледельческая колония Фрилинг (Весна) было включено в черту села Анно-Покровка.